# Système de zones humides de Giske
Le système de zones humides de Giske est un site ramsar norvégien situé dans la commune de Giske, comté de Møre og Romsdal. Le système est composé de six zones protégées:  deux réserves naturelles et quatre zones de protection animales. L'une des réserves naturelles est située sur l'île de Giske, tandis que les cinq autres sont situées sur l'île de Vigra dans la même commune.
Cet ensemble a, depuis 1996, le statut de site ramsar, en raison de son importance pour les oiseaux migrateurs. Il y a de grandes zones peu profondes avec de la vase découverte à marée basse. On y trouve beaucoup d'algues et de varech, qui offrent de bonnes conditions pour les oiseaux en quête de nourriture. Il y a aussi des marais, humide, des prairies et des marais.
Les six zones, toutes créées le 27 mai 1988 sont :
- Zone de protection des animaux de Roaldsand  - surface de 0,844 km2
- Zone de protection des animaux de Rørvikvågen - surface de 0,704 km2
- Réserve naturelle de Rørvikvatnet - surface de 0,389 km2
- Zone de protection des animaux de Giske - surface de 1,457 km2
- Zone de protection des animaux de Blindheimsvik - surface de 1,139 km2
- Réserve naturelle de Synesvågen - surface de 0,999 km2